# Mírové náměstí (Ostrava)
Mírové náměstí, nebo Mírové náměstí ve Vítkovicích, je náměstí před Vítkovickou radnicí ve Vítkovicích v městském obvodu statutárního města Ostrava v Moravskoslezském kraji v geomorfologickém celku Ostravská pánev. Mírové náměstí je centrální náměstí Vítkovic. Sídlí zde Úřad městského obvodu Vítkovice.

## Další informace a zajímavosti
Na Mírovém náměstí se nachází:
- Fontána - vodní dílo s vodotryskem.
- Jerlín ve Vítkovicích - památný strom.
- Kostel svatého Pavla - novogotický trojlodní kostel.[4]
- Platan u fary na Mírovém náměstí - památný strom
- Vítkovická radnice - kulturní památka České republika postavená ve stylu tzv. vítkovické secese.[5]
- Historické domy na Mírovém náměstí.

Dopravní spojení MHD na Mírové náměstí je zajištěno tramvajemi a autobusy.

## Galerie

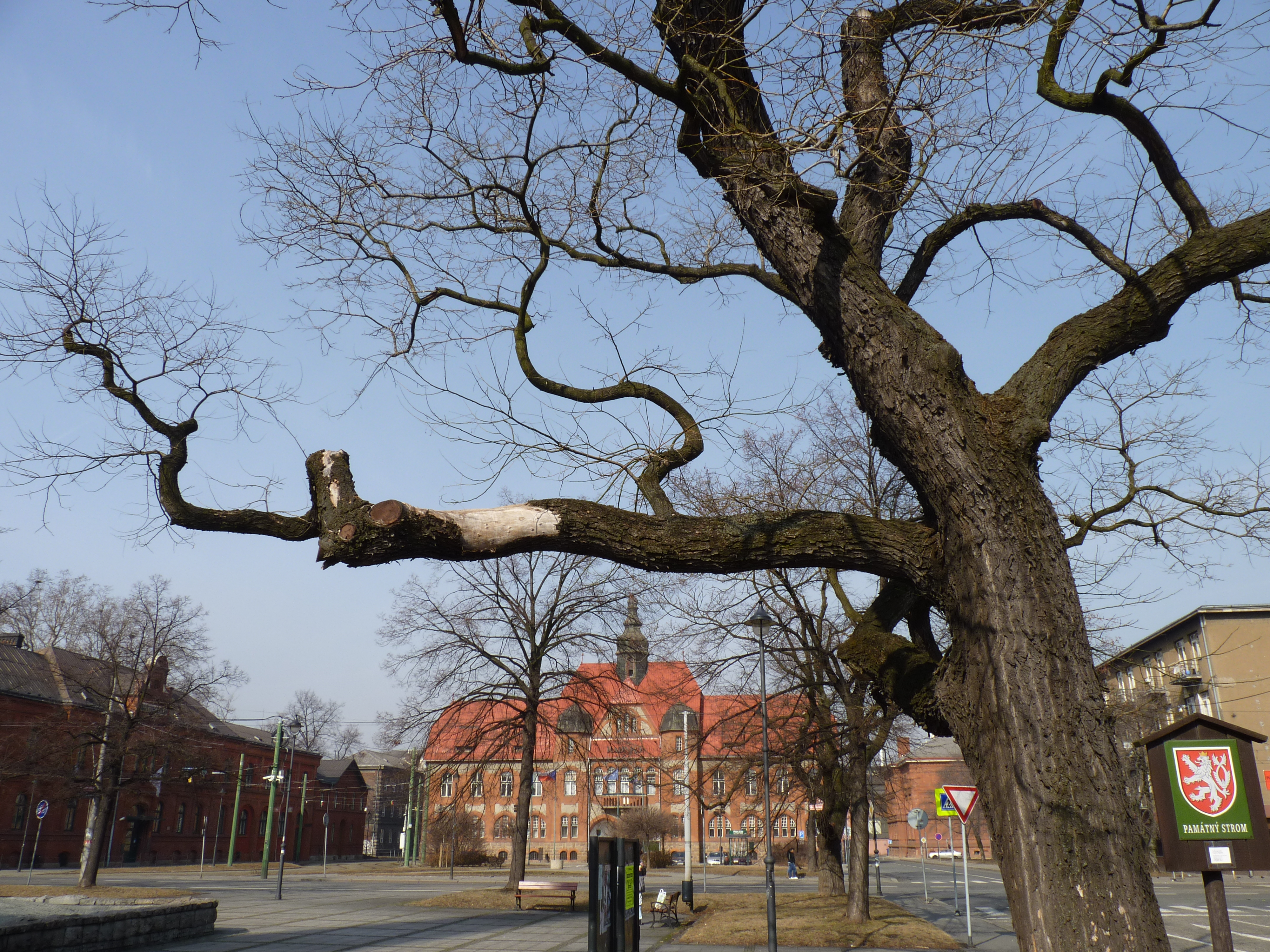
Jerlín ve Vítkovicích
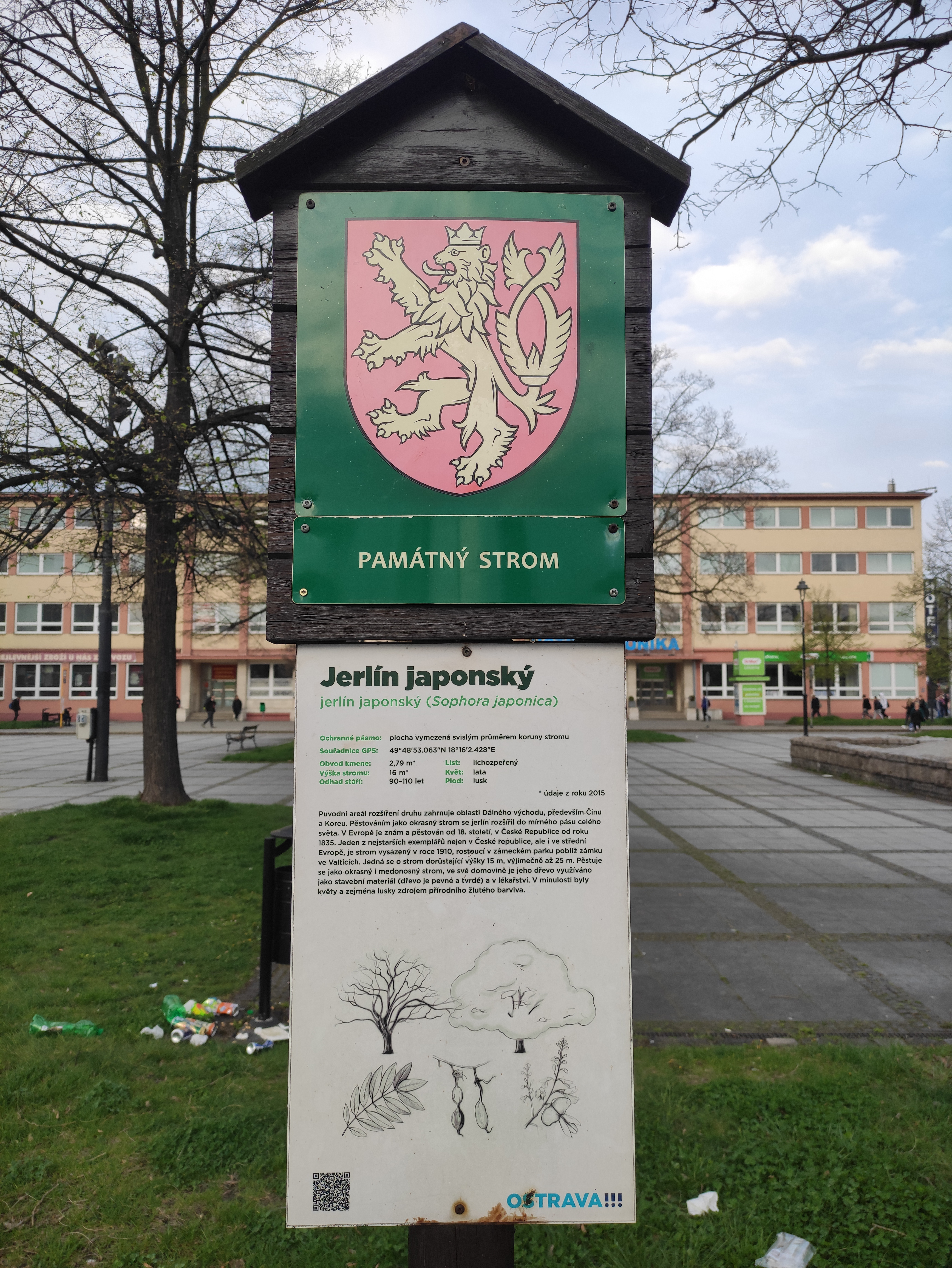
Jerlín ve Vítkovicích
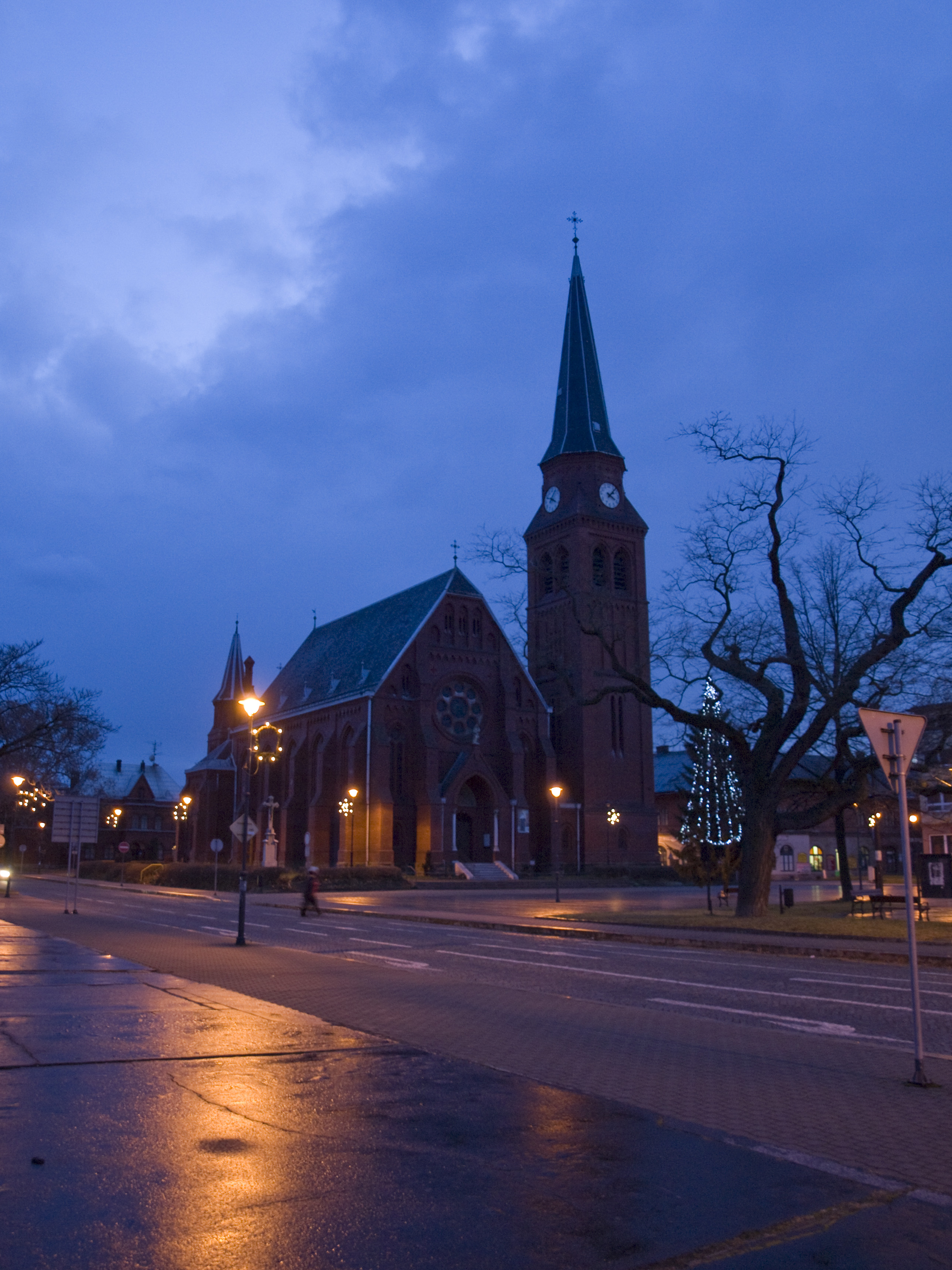
Kostel svatého Pavla
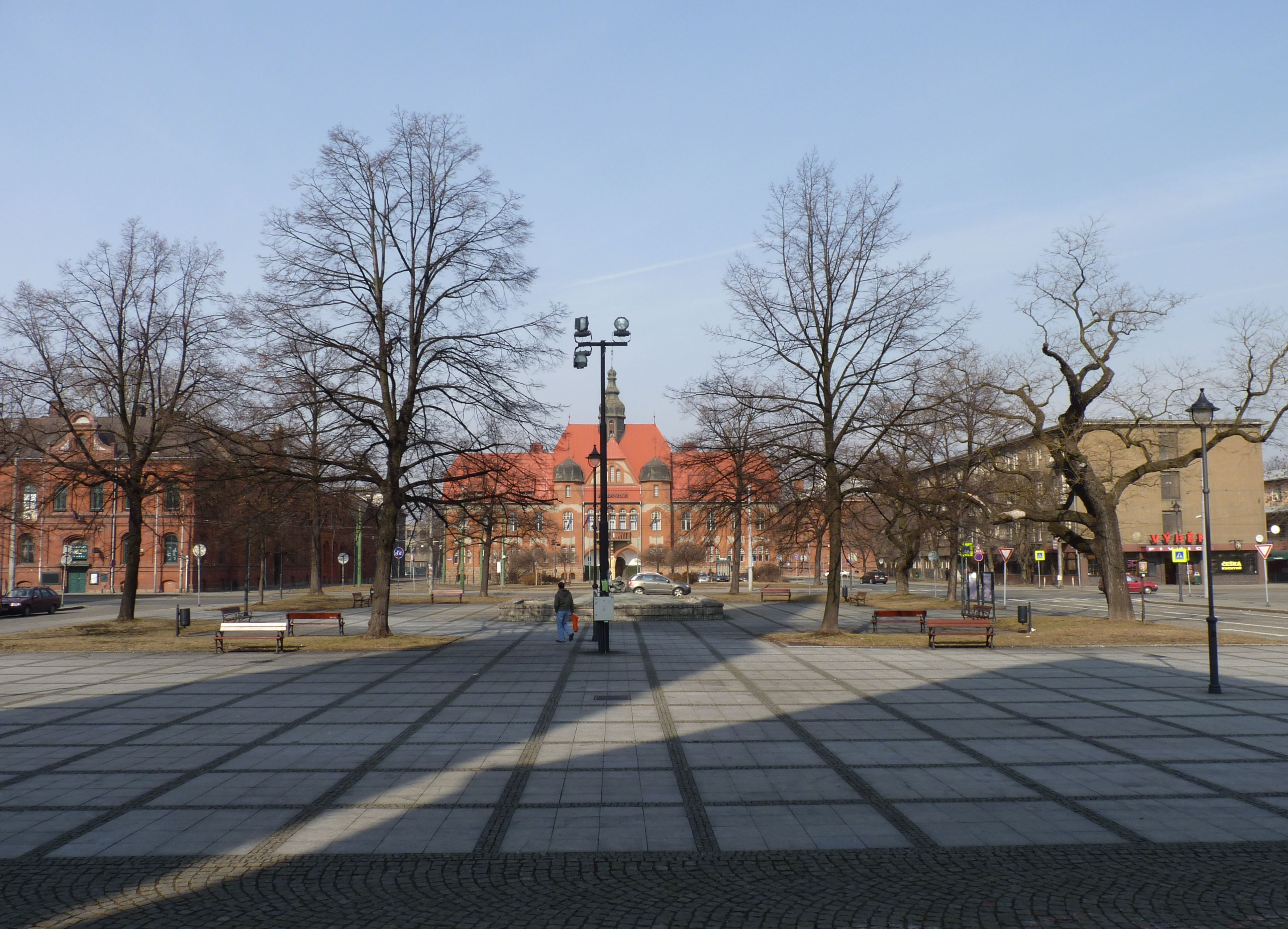
Městský úřad
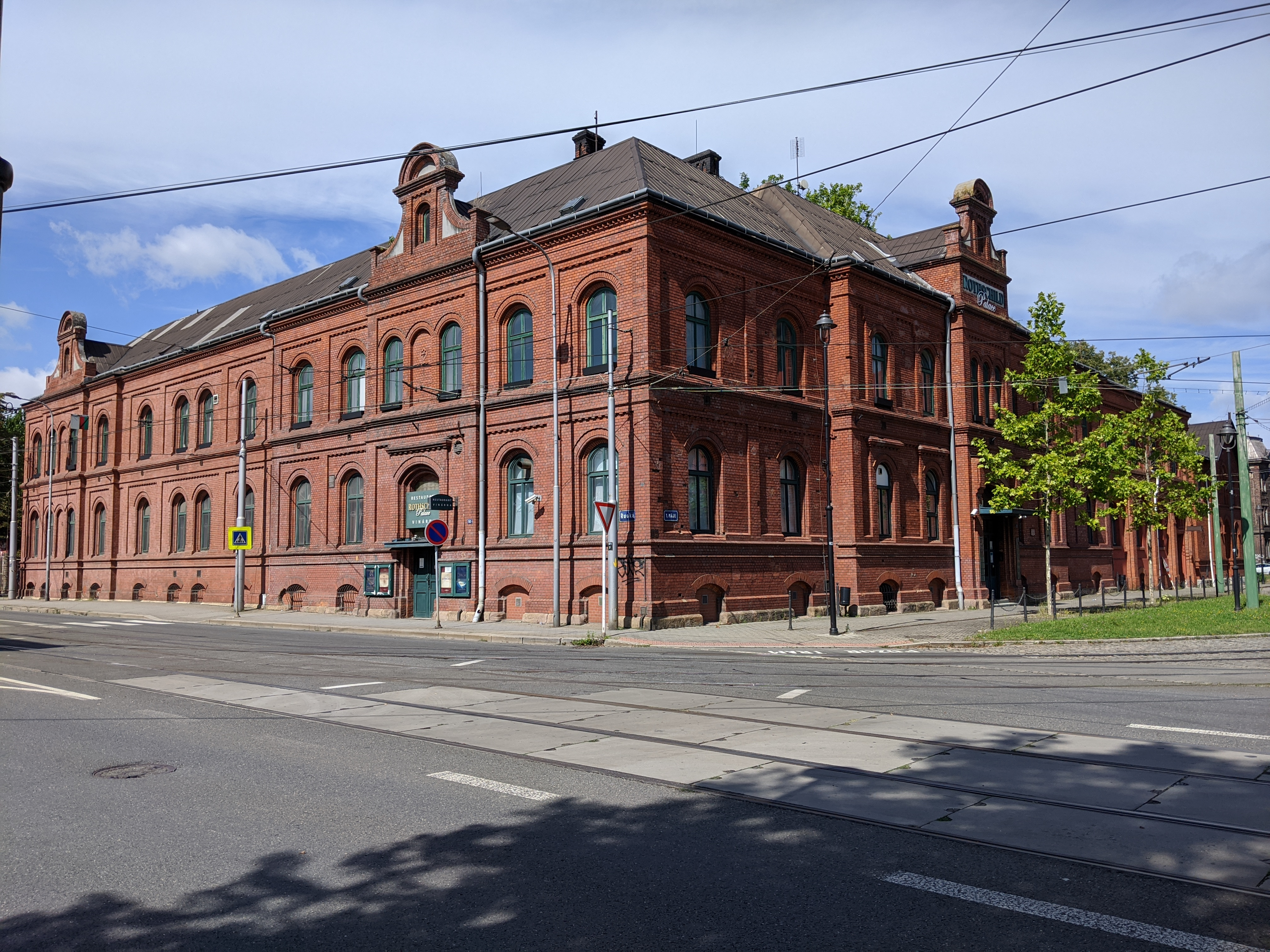
Společenský dům č.p. 160